# Гусаківська сільська рада (Звенигородський район)
Гусакі́вська сільська́ ра́да — адміністративно-територіальна одиниця та орган місцевого самоврядування у Звенигородському районі Черкаської області. Адміністративний центр — село Гусакове.

## Загальні відомості
- Населення ради: 661 особа (станом на 2001 рік)

## Населені пункти
Сільській раді були підпорядковані населені пункти:
- с. Гусакове

## Склад ради
Рада складалася з 12 депутатів та голови.
- Голова ради: Теліженко Володимир Олександрович
- Секретар ради: Гернега Галина Миколаївна

### Керівний склад попередніх скликань
| Прізвище, ім'я, по батькові       | Основні відомості                                                 | Дата обрання | Дата звільнення |
| --------------------------------- | ----------------------------------------------------------------- | ------------ | --------------- |
| Ревнюк Віктор Анатолійович        | Сільський голова, 1958 року народження                            | 26.03.2006   | 01.10.2008      |
| Теліженко Володимир Олександрович | Сільський голова, 1968 року народження, безпартійний              | 15.03.2009   | 31.10.2010      |
| Теліженко Володимир Олександрович | Сільський голова, 1967 року народження, освіта вища, безпартійний | 31.10.2010   |                 |

Примітка: таблиця складена за даними сайту Верховної Ради України

### Депутати
За результатами місцевих виборів 2010 року депутатами ради стали:

#### За суб'єктами висування
| Суб'єкт висування | Кількість обраних депутатів | %    |
| ----------------- | --------------------------- | ---- |
| Партія регіонів   | 7                           | 58,3 |
| Самовисування     | 5                           | 41,7 |

#### За округами
| № округу        | Прізвище, ім'я, по батькові        | Дата визнання обраним | Освіта             | Партійна приналежність             | Відомості про обраного депутата                 |
| --------------- | ---------------------------------- | --------------------- | ------------------ | ---------------------------------- | ----------------------------------------------- |
| Партія регіонів |                                    |                       |                    |                                    |                                                 |
| 1               | Гуцул Ірина Василівна              | 04.11.2010            | вища               | позапартійна                       | Гусаківська сільська рада, бухгалтер            |
| 2               | Байраківський Микола Станіславович | 04.11.2010            | середня            | член Партії регіонів               | Гусаківська загальноосвітня школа, кочегар      |
| 3               | Мироненко Лариса Дмитрівна         | 04.11.2010            | вища               | позапартійна                       | пенсіонер                                       |
| 6               | Захарова Олена Григорівна          | 04.11.2010            | середня            | позапартійна                       | Гусаківський дитячий садок, помічник вихователя |
| 8               | Захаров Борис Володимирович        | 04.11.2010            | вища               | позапартійний                      | м. Тальне ДАІ, інспектор                        |
| 11              | Іванченко Тетяна Миколаївна        | 04.11.2010            | вища               | член Партії регіонів               | Гусаківський дитячий садок, завідувачка         |
| 12              | Пустовіт Василь Антонович          | 04.11.2010            | середня            | член Партії регіонів               | тимчасово не працює                             |
| Самовисування   |                                    |                       |                    |                                    |                                                 |
| 4               | Кудлюк Ріта Петрівна               | 04.11.2010            | середня спеціальна | позапартійна                       | тимчасово не працює                             |
| 5               | Лозовий Олександр Володимирович    | 04.11.2010            | середня спеціальна | позапартійний                      | тимчасово не працює                             |
| 7               | Гернега Галина Миколаївна          | 04.11.2010            | вища               | член Соціалістичної партії України | Гусаківська сільська рада, секретар             |
| 9               | Руденко Євдокія Феодосіївна        | 04.11.2010            | середня            | позапартійна                       | пенсіонер                                       |
| 10              | Пономаренко Світлана Анатоліївна   | 04.11.2010            | вища               | позапартійна                       | Гусаківська загальноосвітня школа, вчитель      |